# Laina Badiane
Laina Badiane, née le 7 septembre 1985 à Orsay (Essonne), est une joueuse de basket-ball française.

## Biographie
Ses frères Pape Badiane et Moussa Badiane sont également joueurs professionnels.
Capitaine l'année de la montée en Ligue 2, avec par exemple 26 points, 12 rebonds et 4 interceptions lors d'une victoire face à Laveyron, elle passe à un rôle de remplaçante pour son retour en LFB avec Perpignan. 
Elle met un terme à sa carrière professionnelle à l'âge précoce de 27 ans en avril 2013 pour se marier et reprendre ses études d'infirmière. Elle joue à Palaiseau (Nationale 3) en 2014-2015, puis au Chesnay Versailles (Nationale 2) en 2016-2017.
Infirmière en réanimation, elle fait la une du quotidien sportif l'Équipe en mars 2020 durant la pandémie de maladie à coronavirus,,.

## Clubs
| Saisons   | Équipe                                | Pays   |
| 2000-2002 | Les Ulis                              | France |
| 2002-2006 | Union sportive Valenciennes Olympic   | France |
| 2006-2010 | Challes-les-Eaux Basket               | France |
| 2010-2013 | Basket Catalan Perpignan Méditerranée | France |

## Palmarès
- Championne de France Ligue 2 en 2012